# Daun Penh
Daun Penh es uno de los doce distritos que forman la provincia camboyana de Nom Pen, con una población estimada en marzo de 2008 de 126 550 habitantes. Está dividido en las siguientes  comunas (khum), que se muestran asimismo con población estimada de 2008:
- Boeng Reang 7,210
- Chakto Mukh 10,312
- Chey Chumneah 12,372
- Phsar Chas 7,023
- Phsar Kandal Muoy 9,427
- Phsar Kandal Pir 7,334
- Phsar Thmei Bei 10,320
- Phsar Thmei Muoy 6,411
- Phsar Thmei Pir 7,387
- Srah Chak 39,491
- Voat Phnum 9,263[1]